# Wasilij Triediakowski
Wasilij Kiriłłowicz Triediakowski, ros. Василий Кириллович Тредиаковский (ur. 5 marca 1703 w Astrachaniu, zm. 17 sierpnia 1768 w Petersburgu) – rosyjski pisarz, poeta, teoretyk literatury, tłumacz; przedstawiciel oświecenia rosyjskiego.
Urodził się w rodzinie kapłana. Podstawowe wykształcenie uzyskał w astrachańskiej szkole prowadzonej przez misjonarzy katolickich. Studiował w moskiewskiej Akademii Słowiańsko-Grecko-Łacińskiej (1723-1725), w 1725 roku wyjechał do Hagi, następnie do Paryża, gdzie kontynuował naukę na Sorbonie (1727-1730). W 1730 roku powrócił do Rosji, gdzie dwa lata później, w 1732 roku został tłumaczem w Petersburskiej Akademii Nauk. W 1733 roku został  nadwornym poetą. W 1745 roku mianowany profesorem elokwencji. Jako pierwszy wprowadził do literatury rosyjskiej gatunek uroczystej ody. Był autorem wielu prac teoretycznych (m.in. Nowyj i kratkij sposob k słożeniju rossijskich stichow, 1735), tworząc podstawy systemu sylabotonicznego i zapoczątkowując reformę rosyjskiej wersyfikacji.
Zmuszony do opuszczenia Akademii w 1759 roku, żył w samotności i ubóstwie. Był autorem m.in. poematu heroicznego Telemachida (1766), opartego na powieści F. Fénelona Przygody Telemaka (1699), oraz dydaktycznego utworu Fieoptija, ili dokazatielstwo o Bogozrienii (1750-1754, wydanie 1963).